# Procambarus ouachitae
Procambarus ouachitae är en kräftdjursart som beskrevs av Penn 1956. Procambarus ouachitae ingår i släktet Procambarus och familjen Cambaridae. IUCN kategoriserar arten globalt som livskraftig. Inga underarter finns listade i Catalogue of Life.